# Aphaenogaster longaeva
Aphaenogaster longaeva é uma espécie de inseto do gênero Aphaenogaster, pertencente à família Formicidae.